# Jean-Claude Duplessy
Pour les articles homonymes, voir Duplessy.
Jean-Claude Duplessy, né le 3 octobre 1942, est un géochimiste français. 
Il est directeur de recherche émérite au CNRS et membre de l'Académie des sciences.

## Biographie
Jean-Claude Duplessy, ancien élève de l’École normale supérieure (Ulm), agrégé de physique, est géochimiste. Ses travaux ont contribué à mieux connaître le fonctionnement de l'océan au cours de l’histoire récente de la Terre. Il est un pionnier de la reconstitution de la dynamique des océans grâce à l’utilisation des isotopes du carbone et de l’oxygène des coquilles des foraminifères présent dans les sédiments marins,. 
Il fut un des premiers à percevoir toute l’importance d’une chronologie de haute qualité pour une interprétation fiable des mesures liées aux variations climatiques du passé de la Terre[réf. nécessaire].

## Travaux scientifiques
Jean-Claude Duplessy a commencé ses recherches au moment où les fondements de la géochimie isotopique commençaient à être bien établis grâce aux travaux de Harold Clayton Urey et de Cesare Emiliani à Chicago. L’analyse des isotopes stables et des éléments radioactifs naturels permettent d’aborder de manière originale l’étude des grands cycles biogéochimiques et de reconstituer les changements du climat et de l'environnement de la Terre en appliquant les principes actualistes.
Il s’est intéressé dans un premier temps aux concrétions des cavernes et a démontré qu'elles constituaient de bons enregistreurs du cycle hydrologique et de la température de l'air au moment où elles se formaient. Il a obtenu les premières reconstitutions des températures de l'air et des conditions climatiques dans le sud de la France pour les derniers millénaires et pour la période interglaciaire précédente. Récemment[évasif], ce type d'étude a été repris en Europe, en raison du développement de méthodes de datation nouvelles, et l'étude des stalagmites semble ouverte à un grand avenir.
Duplessy s’est tourné vers l'océan en raison de son rôle régulateur du climat et de son impact majeur sur les cycles biogéochimiques, notamment le cycle du carbone. Ses travaux de thèse de doctorat d'État ont porté sur la géochimie des isotopes stables du carbone dans la mer. Il a montré[Où ?] comment la distribution de l'isotope stable lourd du carbone, le carbone 13, était gouvernée par les fractionnements biologiques liés à l'assimilation chlorophyllienne par le phytoplancton, puis par la circulation océanique et enfin, dans une moindre mesure, par les échanges gazeux entre l'océan et l'atmosphère. Tous ces phénomènes, qui dominent le cycle du carbone dans l’océan, sont maintenant pris en compte pour étudier le devenir du gaz carbonique émis par les activités humaines.
Il a dirigé de nombreuses campagnes océanographiques et montré que les variations de la composition isotopique des foraminifères fossiles présents dans les sédiments des divers océans permettaient de reconstituer les changements de la composition isotopique de l’océan et de la circulation océanique à grande échelle, ce qui a ouvert un champ scientifique nouveau, la paléo-océanographie. Celle-ci a pris un essor tel qu'il existe aujourd'hui une revue internationale consacrée à cette discipline et dont il a été l'un des premiers éditeurs associés[réf. nécessaire].
Il a établi les premières reconstitutions de la circulation océanique profonde  pendant le paroxysme de la dernière période glaciaire et pendant la dernière période interglaciaire. Ceci l'a conduit à mettre en évidence un bouleversement du fonctionnement de l’océan : l'eau profonde Nord-Atlantique disparaît en conditions glaciaires, ce qui s’accompagne d’un ralentissement général de la circulation océanique à grande échelle, de l'intensité du Gulf Stream et du flux de chaleur transporté par l'océan Atlantique vers les côtes de l'Europe occidentale.
Les eaux profondes de l'océan mondial se forment par convection et plongée des eaux superficielles denses pendant les périodes hivernales. Pour comprendre les causes des changements de la circulation océanique profonde, il fallait développer une méthode pour reconstituer non seulement la température (ce qui était déjà acquis), mais aussi la salinité des eaux superficielles dans le passé. Duplessy a développé une méthode reposant sur les fractionnements qui affectent les isotopes stables de l'oxygène au cours du cycle de l'eau. Il a ainsi pu reconstituer la salinité de l'océan Atlantique pendant le dernier maximum glaciaire avec une précision suffisante pour que les principaux groupes de modélisation puissent utiliser ces données pour simuler la circulation de l'océan mondial à l'aide de modèles de circulation générale de l'océan. Ces résultats ont été à la base de la compréhension de la circulation océanique en climat glaciaire et du rôle que peut jouer l'océan pour perturber le climat, comme il l’a exposé dans un livre écrit pour le grand public et intitulé Quand l'océan se fâche,. Il est aussi le co-auteur de Gros temps sur la planète,, de Paléoclimatologie (tome 1) et Paléoclimatologie (tome 2). Emboîter les pièces du puzzle : comprendre et modéliser un système complexe.
La chronologie joue un rôle essentiel pour comprendre l'évolution des climats et les liens avec la théorie astronomique initiée par Milutin Milanković, puis développée par André Berger à Louvain-la-Neuve et John Imbrie à l'université Brown. Duplessy a lancé le premier laboratoire de spectrométrie de masse par accélérateur dont l'un des objectifs est la mesure fine du carbone-14 pour dater les sédiments marins. Avec ses collaborateurs, il a pu apporter les premières preuves de changement de la température de l'eau de mer d'une dizaine de degrés en des temps compatibles avec la vie humaine. Ces résultats ont été confirmés et précisés par l'étude des forages effectués dans les glaces du Groenland. Aujourd'hui, les variations climatiques rapides sont reconnues comme une caractéristique majeure de l'évolution des climats.
Tout en développant ces recherches et un groupe de paléoclimatologie marine, il s’est attaché à faire émerger en France l’étude des cycles biogéochimiques au sein des enveloppes superficielles de notre planète. Il a lancé, avec le soutien du CNRS, le programme d’étude des flux de matière dans l’océan. Ce programme allait fédérer les actions de biologistes, de chimistes et de géochimistes en mettant en évidence le rôle fondamental du couplage entre biologie et géochimie, ce qui a conduit à la notion maintenant reconnue de biogéochimie. Cet effort a conduit les équipes françaises à initier avec leurs collègues américains et européens le programme International Joint Global Ocean Flux Study pour quantifier des flux de carbone dans l’océan et le rôle du transfert de matière particulaire produit par le plancton pour alimenter le milieu océanique profond en carbone, en nourriture et en énergie.
A la fin des années 1980, il était devenu évident que la compréhension des conditions de vie à la surface de la Terre nécessitait l’étude des couplages entre la géosphère et les êtres vivants. À la demande du COFUSI (Comité français des unions scientifiques internationales), Duplessy a présidé le comité scientifique français du Programme international géosphère-biosphère. Celui-ci a fédéré les recherches sur les mécanismes physiques, chimiques et biologiques qui gouvernent l’évolution de notre environnement. Ce programme de recherche a initié l’étude de la variabilité du système couplé géosphère-biosphère, en donnant une priorité forte aux reconstitutions paléoclimatiques et paléo-environnementales au cours des temps géologiques. Ces études ont ainsi permis de mettre en évidence des phénomènes aussi inattendus que la grande variabilité du cycle du carbone en relation avec les changements de la végétation. Ces thèmes vont prendre une importance de plus en plus grande au cours des prochaines années dans l’étude du changement climatique induit par les activités humaines, car l'évolution future des concentrations en gaz à effet de serre ne pourra être simulée avec réalisme que si les interactions entre la biosphère et les cycles biogéochimiques sont bien comprises, de façon à pouvoir être prises en compte dans les modèles simulant le comportement du système Terre. La dernière période interglaciaire datant de 120 000 ans, souvent prise comme analogue d’un climat sensiblement plus chaud que celui d’aujourd’hui, témoigne de changements majeurs de la température et de la circulation de l’océan mondial qui ont contribué à déstabiliser la calotte glaciaire Antarctique de l’Ouest.

## Honneurs et distinctions
Jean-Claude Duplessy est l’un des auteurs principaux (lead author) du chapitre « paleoclimatology » du rapport du Groupe d'experts intergouvernemental sur l'évolution du climat (GIEC) publié en 2007. Il a eu mission de coordonner l’activité d’une vingtaine de scientifiques de la communauté internationale avec l’objectif de montrer comment l’étude des climats anciens permet de mieux comprendre les mécanismes susceptibles d’entrer en jeu dans un monde dont le climat est perturbé par les émissions de gaz à effet de serre et de poussières. Il a été co-récipiendaire, avec ses collègues du GIEC, du prix Nobel de la paix 2007 à ce titre,.
- Membre de l’Académie des sciences depuis 2011 dans la section Sciences de l'Univers[2].
- Membre de l'Académie européenne des sciences, Academia europaea depuis 1989[24]
- Lauréat du prix Aimé-Berthé de l'Académie des sciences (1987)[réf. nécessaire]
- Médaille Milankovitch de l'EGS (1995)[25].

- Lauréat du prix Georges-Lemaître de l'université catholique de Louvain (1997).
- Dr honoris causa de l’université Christian Albrecht de Kiel, Allemagne (2003).
- Grand prix Louis D de l’Institut de France 2004.
- Prix Prestwich de la Société géologique de France 2004.
- Grand prix Dolomieu du BRGM décerné par l'Académie des sciences en 2004.